# Duupa
Duupa, jedan od tri malena naroda skupine Dii, iz sjevernog Kameruna, naseljen u provinciji North. Žive od poljodjelstva, poglavito uzgoja sirka. Jezično pripadaju široj skupini adamawa-ubangi, niger-kongoanskoj porodici. Srodni su im Dii i Dugun. Populacija im iznosi oko 5,000 (1991 UBS).

## Vanjske poveznice
- Duupa, Nduupa of Cameroon
- Duupa